# Emanuele Mauti
Emanuele Mauti (Velletri, 23 marzo 1987) è un pallanuotista italiano, difensore della Antares Nuoto Latina.
È un ingegnere informatico che nel 2019 ha deciso di abbandonare la sua occupazione per dedicarsi a tempo pieno al suo progetto online "MYA ShapeLab" in ambito sportivo, con l'intento di motivare il maggior numero di persone possibili nel seguire uno stile di vita sano basato sulla corretta alimentazione e la costante attività fisica.

## Carriera Sportiva

### Club Attuale
Cresciuto nel vivaio nerazzurro della Ambranuoto Latina e in seguito in quello della Latina Pallanuoto, è riuscito con tenacia e caparbietà a farsi spazio ed ottenere un posto in prima squadra. Dal 2019 gioca con la società Antares Nuoto Latina.

### Partecipazioni televisive
Nel dicembre 2016 ha preso parte alla trasmissione televisiva Uomini e Donne su Canale 5 come corteggiatore di Sonia Lorenzini (ex-tronista), dalla quale, il 16 febbraio 2017, è stato scelto. Il 26 dicembre 2017 la coppia annuncia la fine della loro storia d’amore e della convivenza a Roma.

## Statistiche

### Presenze e reti nei club
Statistiche aggiornate al 2 Marzo 2020.
| Stagione        | Squadra               | Campionato      | Campionato | Campionato | Coppe nazionali | Coppe nazionali | Coppe nazionali | Coppe continentali | Coppe continentali | Coppe continentali | Totale | Totale |
| Stagione        | Squadra               | Comp            | Pres       | Reti       | Comp            | Pres            | Reti            | Comp               | Pres               | Reti               | Pres   | Reti   |
| --------------- | --------------------- | --------------- | ---------- | ---------- | --------------- | --------------- | --------------- | ------------------ | ------------------ | ------------------ | ------ | ------ |
| 2009-2010       | Latina                | A1              | 22         | 3          | -               | -               | -               | -                  | -                  | -                  | 22     | 3      |
| 2010-2011       | Latina                | A1              | 6          | 1          |                 | -               | -               |                    | -                  | -                  | 6      | 1      |
| 2011-2012       | Telimar Palermo       | A2              | 27         | 16         |                 |                 |                 |                    |                    |                    | 27     | 16     |
| 2012-2013       | Latina                | B               | 17         | 14         |                 |                 |                 |                    |                    |                    | 17     | 14     |
| 2013-2014       | Latina                | B               | 18         | 13         |                 |                 |                 |                    |                    |                    | 18     | 13     |
| 2014-2015       | Latina                | B               | 15         | 18         |                 |                 |                 |                    |                    |                    | 15     | 18     |
| 2015-2016       | Latina                | B               | 19         | 16         |                 |                 |                 |                    |                    |                    | 19     | 16     |
| 2016-2017       | Latina                | A2              | 20         | 6          |                 |                 |                 |                    |                    |                    | 20     | 6      |
| 2017-2018       | Latina PN             | A2              | 22         | 12         |                 |                 |                 |                    |                    |                    | 22     | 12     |
| 2018-2019       | Rari Nantes Frosinone | B               | 15         | 10         |                 |                 |                 |                    |                    |                    | 15     | 10     |
| 2019-2020       | Antares Nuoto Latina  | C               | ?          | ?          |                 |                 |                 |                    |                    |                    | ?      | ?      |
| Totale carriera | Totale carriera       | Totale carriera | ?          | ?          |                 | -               | -               |                    | -                  | -                  | 181    | 109    |